# Astrolabia heterotheca
Astrolabia heterotheca är en nässeldjursart som beskrevs av Nikolai Alexsandrovich Naumov 1955. Astrolabia heterotheca ingår i släktet Astrolabia och familjen Halopterididae. Inga underarter finns listade i Catalogue of Life.